# César Huanca
César Alejandro Huanca Araya (Iquique, Chile, 4 de junio de 2001) es un futbolista profesional chileno que se desempeña como delantero y actualmente milita en  Huachipato de la Primera División de Chile.

## Trayectoria

### Inicios
Canterano de Deportes Iquique, debutó en el profesionalismo el día 7 de agosto de 2016 con solo 15 años contra San Marcos de Arica, en el momento se convirtió en el jugador más joven en debutar con Deportes Iquique, registro que se mantiene hasta el día de hoy.
Su primer gol en el profesionalismo llegaría el día 15 de marzo de 2020 contra Coquimbo Unido, en ese partido César anotaría 2 goles y el resultado acabaría en 3-0. Luego de un buen estado de forma, en el partido contra Colo-Colo César sufriría una lesión que lo tendría alejado de las canchas durante un mes.

### Huachipato
A la siguiente temporada, el día 7 de marzo de 2021, Huachipato anunciaría a César Huanca como su nuevo fichaje. Su debut con Huachipato lo realizaría el día 17 de marzo de 2021 contra Deportes Antofagasta por la Primera Fase de la Copa Sudamericana, este sería su primer encuentro por copas internacionales y el partido terminaría con victoria de Huachipato 0-1, en el campeonato nacional sería uno de irregulares.

### Coquimbo Unido
El 1 de febrero de 2022 sería anunciado refuerzo de Coquimbo Unido

## Estadísticas
| Club                     | Div.       | Temporada  | Liga  | Liga  | Copas nacionales | Copas nacionales | Torneos internacionales | Torneos internacionales | Total | Total |
| Club                     | Div.       | Temporada  | Part. | Goles | Part.            | Goles            | Part.                   | Goles                   | Part. | Goles |
| ------------------------ | ---------- | ---------- | ----- | ----- | ---------------- | ---------------- | ----------------------- | ----------------------- | ----- | ----- |
| Deportes Iquique · Chile | 1.ª        | 2016-17    | 1     | 0     | 1                | 0                | —                       | —                       | 1     | 0     |
| Deportes Iquique · Chile | 1.ª        | 2020       | 20    | 6     | —                | —                | —                       | —                       | 20    | 6     |
| Deportes Iquique · Chile | Total club | Total club | 21    | 6     | 1                | 0                | 0                       | 0                       | 22    | 6     |
| Huachipato · Chile       | 1.ª        | 2021       | 10    | 1     | 6                | 1                | 6                       | 0                       | 22    | 2     |
| Coquimbo Unido · Chile   | 1.ª        | 2022       | 20    | 4     | 4                | 1                | —                       | —                       | 24    | 5     |
| Coquimbo Unido · Chile   | Total club | Total club | 20    | 4     | 4                | 1                | 0                       | 0                       | 24    | 5     |
| Huachipato · Chile       | 1.ª        | 2023       | 0     | 0     | 0                | 0                | —                       | —                       | 0     | 0     |
| Huachipato · Chile       | Total club | Total club | 10    | 1     | 6                | 1                | 6                       | 0                       | 22    | 2     |
| Total club               | Total club | Total club | 51    | 11    | 11               | 2                | 6                       | 0                       | 68    | 13    |
| 1. 2. 3.                 |            |            |       |       |                  |                  |                         |                         |       |       |

## Palmarés

### Títulos nacionales
| Título           | Club       | País  | Año  |
| ---------------- | ---------- | ----- | ---- |
| Primera División | Huachipato | Chile | 2023 |